# Jakub Filipek
Jakub Filipek (12 april 1979) is een Belgisch schaker. Hij is een FIDE Meester (FM).